# Граф Малмсбери
Граф Малмсбери — наследственный титул в системе Пэрства Великобритании. Он был создан в 1800 году для дипломата Джеймса Харриса, 1-го барона Малмсбери (1746—1820). Джеймс был сыном грамматика и политика Джеймса Харриса (1709—1780), британского посла в Испании, Пруссии, России и Франции. Также он представлял в Палате общин Крайстчерч (1761—1781). Ещё в 1788 году для Джеймса Харриса был создан титул барона Малмсбери из Малмесбери в графстве Уилтшир. Вместе с графским титулом в 1800 году он получил титул виконта ФицХарриса из Херн Корт в графстве Саутгемптон.
Ему наследовал его старший сын, Джеймс Харрис, 2-й граф Малмсбери (1778—1841). Он заседал в Палате общин Великобритании от Хелстона (1802—1804), Хоршема (1804—1807), Хейтсбери (1807—1812) и Уилтона (1816—1820). Его старший сын, Джеймс Харрис, 3-й граф Малмсбери (1807—1889), был видным консервативным политиком. Он занимал должности министра иностранных дел (1852, 1858—1859), Лорда-хранителя Малой печати (1866—1868, 1874—1876) и лидера Палаты лордов (1868). Лорд Малмсбери скончался бездетным, и ему наследовал его племянник, Эдвард Джеймс Харрис, 4-й граф Малмбери (1842—1899). Он был сыном адмирала сэра Эдварда Харриса (1808—1888), второго сына 2-го графа Малмбери.
Его старший сын, Джеймс Эдвард Харрис, 5-й граф Малмсбери (1872—1950), занимал пост Лорда-в-ожидании (1922—1924) в консервативных правительствах Эднрю Бонара Лоу и Стэнли Болдуина, позднее стал председателем совета графства Хэмпшир (1927—1937). Ему наследовал его единственный сын, Уильям Джеймс Харрис, 6-й граф Малмсбери (1907—2000). Он был лордом-лейтенантом графства Хэмпшир (1973—1982).
По состоянию на 2024 год, обладателем графского титула является его единственный сын, 7-й граф Малмсбери (род. 1946), наследовавший отцу в 2000 году.
- Достопочтенный сэр Эдвард Харрис (1808—1888), второй сын 2-го графа Малмсбери, адмирал королевского флота, занимал ряд дипломатических должностей и представлял в Палате общин Крайстчерч (1844—1852)
- Достопочтенный Чарльз Эмиэнд Харрис (1813—1874), третий сын 2-го графа Малмсбери, англиканский священник, был епископом Гибралтара в 1868—1873 годах.

В настоящее время фамильной резиденцией является Грейвелл-хаус в окрестностях Басингстока в графстве Хэмпшир. Прежняя резиденция — Херон Корт (Херн Корт) в Херне, неподалеку от Крайстчерча в графстве Дорсет.

## Графы Малмсбери (1800)
- 1800—1820: Джеймс Харрис, 1-й граф Малмсбери (21 апреля 1746 — 21 ноября 1820), сын депутата Джеймса Харриса (1709—1780);
- 1820—1841: Джеймс Эдвард Харрис, 2-й граф Малмсбери (19 августа 1778 — 10 сентября 1841), старший сын предыдущего;
- 1841—1889: Джеймс Говард Харрис, 3-й граф Малмсбери (25 марта 1807 — 17 мая 1889), старший сын предыдущего;
- 1889—1899: Эдвард Джеймс Харрис, 4-й граф Малмсбери (12 апреля 1842 — 19 мая 1899), старший сын адмирала сэра Эдварда Альфреда Джона Харриса (1808—1888) и внук 2-го графа Малмсбери;
- 1899—1950: Джеймс Эдвард Харрис, 5-й граф Малмсбери (18 декабря 1872 — 12 июня 1950), старший сын предыдущего;
- 1950—2000: Уильям Джеймс Харрис, 6-й граф Малмсбери (18 ноября 1907 — 11 ноября 2000), единственный сын предыдущего;
- 2000 — настоящее время: Джеймс Карлтон Харрис, 7-й граф Малмсбери (род. 19 июня 1946), единственный сын предыдущего;
  - Наследник: Джеймс Хью Карлтон Харрис, виконт ФицХаррис (род. 29 апреля 1970), старший сын предыдущего;
    - Наследник наследника: достопочтенный Джеймс Майкл Освальд Харрис (род. 26 апреля 1999), старший сын предыдущего.